# الحجف (فرع العدين)

تعديل مصدري - تعديل

الحجف هي إحدى قرى عزلة العاقبة بمديرية فرع العدين التابعة لمحافظة إب، بلغ تعداد سكانها 1125 نسمة حسب تعداد اليمن لعام 2004.